# Big Brother 2004
Big Brother efterår 2003 var fjerde sæson af realityshowet Big Brother og blev vist i efteråret 2003.

## Deltagere
- Johnni Johansen, 27, Brønshøj, 1. pladsen
- Tania, 26, København, 2. pladsen
- Henrik, 39, København, 3. pladsen
- Raz, 31, København
- Robert, 21, Nørrebro
- Sissal, 20, København
- June Correl, 27, København
- Jesper, 30, Hillerød
- Kathrine, 24, Aalborg
- Makiah, 46, Kerteminde
- Lotte Dahl, 23,
- Martin, 25,
- Michael, 36,
- Gry, 27,
- Clara Haugaard, 25, København

4. sæson blev vundet af Johnni.
 Der er for få eller ingen kildehenvisninger i denne artikel, hvilket er et problem. Du kan hjælpe ved at angive troværdige kilder til de påstande, som fremføres i artiklen.